# Esturió siberià

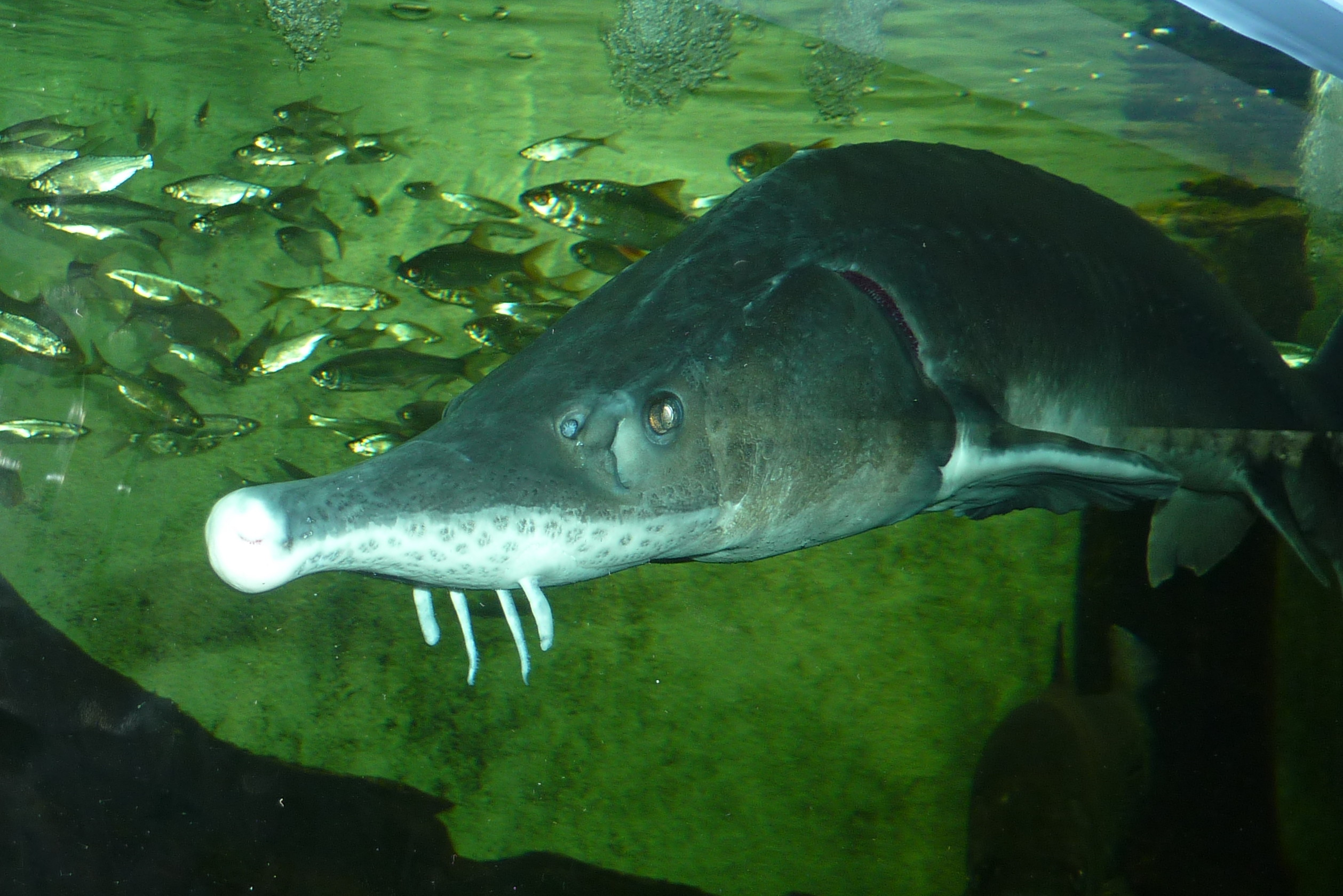
Detall del cap

L'esturió siberià (Acipenser baerii) és una espècie de peix actinopterigi pertanyent a la família dels acipensèrids.

## Descripció
- Fa 200 cm de llargària màxima i 210 kg de pes.
- Dors de color gris clar a marró fosc.
- El color del ventre varia des del blanc fins al groc clar.
- Presenta quatre barbetes a la part davantera de la boca.[3]

## Reproducció
Els mascles arriben a la maduresa sexual entre els 9-15 anys, mentre que les femelles ho fan entre 16 i 20.

## Hàbitat
És un peix d'aigua dolça, salabrosa i marina; demersal; anàdrom i de clima temperat (10 °C-20 °C; 74°N-46°N, 64°E-162°E).

## Distribució geogràfica
És autòcton de la Xina, Mongòlia i Rússia, incloent-hi els rius Obi, Irtix, Ienissei, Lena i Kolimà. Ha estat introduït a Albània, Finlàndia, França, Alemanya, Letònia, Lituània, Polònia, l'Estat espanyol, Suècia, l'Uruguai i l'Uzbekistan.

## Longevitat
La seua esperança de vida és de 60 anys.

## Estat de conservació
Les seues principals amenaces són la sobrepesca, la construcció de preses als rius (sobretot, a l'Obi, l'Angarà i el Ienissei) i la caça furtiva. A més, la reproducció d'aquesta espècie al riu Obi ha minvat a causa d'un alt nivell d'anomalies en el seu sistema reproductor a causa de la contaminació de l'aigua.

## Observacions
És inofensiu per als humans.